# Le Voyage dans la Lune (album)
Pour les articles homonymes, voir Le Voyage dans la Lune (homonymie).
Albums de Air
Love 2
(2009)
La bande-originale du film Le Voyage dans la Lune, composée par Air, est sortie le 6 février 2012. Ce septième album du groupe Air est aussi sa deuxième bande originale après celle de The Virgin Suicides de Sofia Coppola en 2000. Elle a été composée pour la ressortie en salle, en version couleur, du film de 1902 de Georges Méliès Le Voyage dans la Lune.

## Liste des titres
| 1.    | Astronomic Club  | 3:14 |
| 2.    | Seven Stars      | 4:24 |
| 3.    | Retour sur Terre | 0:34 |
| 4.    | Parade           | 2:34 |
| 5.    | Moon Fever       | 3:36 |
| 6.    | Sonic Armada     | 5:07 |
| 7.    | Who Am I Now?    | 3:02 |
| 8.    | Décollage        | 1:39 |
| 9.    | Cosmic Trip      | 4:12 |
| 10.   | Homme Lune       | 0:20 |
| 11.   | Lava             | 2:53 |
| 31:39 |                  |      |